# Eugene Stanley
Harry Eugene Stanley (* 28. März 1941 in Norman, Oklahoma) ist ein US-amerikanischer Physiker.

## Leben und Werk
Harry Eugene („Gene“) Stanley wurde als Sohn von Harry Eugene und Ruth Stanley geboren. 1962 machte er seinen Bachelor in Physik an der Wesleyan University. Von 1962 bis 1963 war er mit einem Fulbright-Stipendium an der Universität zu Köln und beschäftigte sich mit experimenteller Biophysik. Sein Betreuer dort war Max Delbrück, den er als wichtigsten Mentor seiner Karriere bezeichnet. Dann war er Doktorand an der Harvard University, wo er 1967 bei Thomas A. Kaplan und John H. van Vleck promoviert wurde. Anschließend arbeitete er in der Festkörperphysikgruppe am Lincoln Laboratory des Massachusetts Institute of Technology (MIT). 1968 wechselte er als Post-Doktorand an die University of California, Berkeley. Im darauf folgenden Jahr ging er zurück ans MIT, wo er Assistenzprofessor (1969–71), außerordentlicher Professor (1971–73) und außerordentlicher Hermann-von-Helmholtz-Professor wurde (1973–76). 1975 war er Gastprofessor in Osaka, Japan. 
Seit 1976 ist er Physikprofessor an der Boston University, seit 1978 auch Professor für Physiologie sowie Direktor des dortigen Zentrums für Polymere und seit 2007 zusätzlich Professor für Medizintechnik und Chemie. 
Gastprofessorenaufenthalte führten ihn 1979 an die École normale supérieure, 1981 an die Peking-Universität und 1982 an die Seoul National University.
Stanley arbeitet in verschiedenen Gebieten der Physik und deren Nachbardisziplinen. Besonders die statistische Mechanik, die theoretische Physik der kondensierten Materie, die Struktur und Dynamik von Polymeren und Gläsern, Phasenübergänge, Hochtemperatursupraleitern, Oberflächenphysik, granulare Materie, kritische Phänomene, Fraktale und Chaostheorie sowie die Struktur des flüssigen Wassers interessieren ihn. 1968 führte er das n-Vektor-Modell ein. Aber auch in der Anwendung der statistischen Mechanik hat er bedeutende Beiträge geleistet, so zur Wirtschaftsphysik, zur Alzheimer-Krankheit, zu Herzfrequenzmessungen, Netzwerken und nichtcodierende DNA-Regionen.
Gene Stanley war mit Idahlia Dessauer vom 2. Juni 1967 bis zu deren Tod im März 2003 verheiratet; ihre drei Kinder sind Jannah, Michael und Rachel.

## Veröffentlichungen
Stanley veröffentlichte neben 700 Artikeln in wissenschaftlichen Zeitschriften folgende Bücher:
- Critical pheonomena in Heisenberg models of magnetism. Dissertation, 1967
- Introduction to Phase Transitions and Critical Phenomena. Clarendon Press, Oxford 1971, ISBN 0-19-505316-8
- mit Dietrich Stauffer, Annick Lesne: From Newton to Mandelbrot. A Primer in Theoretical Physics. Springer, Berlin [u. a.] 1990, ISBN 3-540-52661-7
- mit K. Brecher, S. V. Buldyrev, P. Garik, S. M. Milosevic, Edwin F. Taylor und Paul A. Trumfio: Fractals in Science. Springer, Berlin 1994, ISBN 3-540-94361-7
- mit Albert-László Barabási: Fractal Concepts in Surface Growth. Cambridge University Press, Cambridge 1995, ISBN 0-521-48308-5
- mit Dietrich Stauffer und Annick Lesne: Cours de physique. Springer, Paris [u. a.] 1999, ISBN 2-287-59674-7
- mit Rosario N. Mantegna: Introduction to Econophysics. Correlations and Complexity in Finance. Cambridge University Press, Cambridge 2000, ISBN 0-521-62008-2
- mehr als 15 Bücher als Herausgeber

## Videovortrag
- Applications of Statistical Physics to Understanding Complex Systems, vollständiges Video eines Vortrags (ca. 1 Std.) auf einer Internationalen Konf. über Ökonophysik im Sept. 2008, gerade nach dem Zusammenbruch der Lehman Brothers,[9]

## Preise
- 1972 Choice award for Outstanding Academic Book (American Association of Academic Book Publishers) für Introduction to Phase Transitions and Critical Phenomena
- 1989 Venture Research award (British Petroleum)
- 1992 Massachusetts Professor of the Year (Council for Advancement and Support of Education)
- 1997 Floyd K. Richtmyer prize (American Association of Physics Teachers)
- 1998 David Turnbull prize (Materials Research Society)
- 2001 Memory Ride prize (Memory Ride organization)
- 2001 Distinguished Teacher Scholar prize (National Science Foundation)
- 2003 Nicholson Medal (American Physical Society)
- 2004 Boltzmann-Medaille (Internationale Union für Reine und Angewandte Physik)
- 2004 Teresiana Medal of Complex Systems Research (Institute for Advanced Studies, University of Pavia)
- 2008 Julius Edgar Lilienfeld Prize (American Physical Society)
- Ehrendoktorwürden: 1994 Bar-Ilan-Universität, 1997 Lorand-Eötvös-Wissenschaftsuniversität Budapest, 2001 Lüttich, 2001 Dortmund, 2004 Wrocław, 2009 Messina, 2009 Northwestern University
- Ehrenprofessuren: 1997 Budapest, 2004 Pavia

## Mitgliedschaften
- Phi Beta Kappa
- 1974 Fellow der American Physical Society
- 1994 American Association for the Advancement of Science
- 1996 ungarische physikalische Gesellschaft
- 2002 Brasilianische Akademie der Wissenschaften
- 2004 National Academy of Sciences